# 9.ª Divisão de Montanha (Ost)
A 9ª Divisão de Montanha Ost (em alemão:9. Gebirgs-Division Ost) foi uma unidade militar que serviu no Exército alemão durante a Segunda Guerra Mundial.

## Comandantes
| Comandante              | Data                                    |
| ----------------------- | --------------------------------------- |
| Oberst Heribert Raithel | 25 de abril de 1945 - 8 de maio de 1945 |

## Oficiais de operações
| Hauptmann Dr. Hartmut Wallrapp | 25 de abril de 1945 - 8 de maio de 1945 |

## Área de operações
| Áustria | abril de 1945 - maio de 1945 |